# Snapcase
Snapcase war eine 1991 gegründete US-amerikanische Hardcore-Punk-Band aus Buffalo, New York.

## Stil
Snapcase durchlief eine ähnliche musikalische Entwicklung wie Refused: Als eine Band, die ihre Wurzeln im Hardcore hatte, erweiterte sie ihr Spektrum. Kritiker erkannten auf ihrem letzten regulären Album End Transmission Einflüsse von Tool oder auch At the Drive-In. Letztere nannte die Band selbst, neben Refused, Quicksand, Fugazi und den Deftones, als Vorbilder bzw. Einfluss.
Die Mitglieder von Snapcase gehörten der Straight-Edge-Szene an, im Gegensatz zu ähnlichen Bands beeinflusste dies ihre Texte jedoch kaum, da sie nicht "predigen" wollten. Gesellschaftskritik und revolutionäre Ideen gehörten hingegen zu den bestimmenden Themen der Gruppe.

## Geschichte
Snapcase wurde 1991 gegründet. Ein Jahr später folgte mit Comatose ihre erste Veröffentlichung. 1993 nahm man mit Lookinglasself ein erstes Album auf, das nach der Vertragsunterzeichnung mit Victory Records (wo auch alle weiteren Alben erschienen) 1993 veröffentlicht wurde. Sechs der neun Titel dieses Albums wurden von Don Fury, einem legendären Hardcoreproduzenten aus New York, der unter anderem auch Alben von Quicksand, Youth of Today, Agnostic Front und den Gorilla Biscuits aufgenommen hatte, produziert. Bis Februar 1994 wurden etwa 30.000 Kopien des Albums abgesetzt.
Beim zweiten Album, Progression Through Unlearning, übernahm ebenso wie bei Designs for Automotion (2000) Steve Evetts (The Cure, The Dillinger Escape Plan, Sepultura) die Produktion. Dazwischen erschien eine Split-Single mit boysetsfire, die drei von beiden Bands gemeinsam komponierte Stücke sowie das The-Police-Cover Truth Hits Everybody enthielt.
Nach einem Wechsel des Schlagzeugers brachte Snapcase noch zwei Werke heraus: End Transmission (aufgenommen mit Brian McTernan, dem Stammproduzenten von Hot Water Music, Thrice und Texas Is the Reason) sowie Bright Flashes, auf dem sich Stücke befanden, die während der Aufnahmen zu End Transmission entstanden waren, dort aber nicht in das Konzept gepasst hatten. Außerdem finden sich hier drei neue Versionen von End Transmission-Songs sowie Coverversionen von Helmet-, Devo- und Jane’s-Addiction-Stücken.
Snapcase spielte mehrmals die Warped Tour und gingen unter anderem mit den Deftones und Papa Roach auf Tour. Ihr letztes Konzert gab die Band am 22. Januar 2005 in Buffalo.
Im April 2010 plante Snapcase wieder für einige Shows nach Deutschland zu kommen, musste die Tour aber aufgrund des Flugverbots verschieben. Die Auftritte wurden vom 30. Juni bis 5. Juli 2010 nachgeholt, unter anderem beim Devil Side Festival in Essen. Darüber, ob es eine dauerhafte Reunion geben wird, äußerte sich die Band bisher nicht.
Im Januar 2018 haben Snapcase den nach eigenen Angaben ersten neuen Song seit 16 Jahren veröffentlicht und gleichzeitig neues Material angekündigt.

## Diskografie
- 1992: Comatose (7")
- 1993: Lookinglasself
- 1995: Steps (EP)
- 1996: The California Takeover LIVE (Split-CD mit Strife und Earth Crisis)
- 1997: Progression Through Unlearning
- 1999: Snapcase VS. boysetsfire (Split-EP)
- 2000: Designs for Automotion
- 2002: End Transmission
- 2003: Bright Flashes